# Marc-Antoine-François de Gaujal
Marc-Antoine-François, baron de Gaujal, né à Montpellier le 22 janvier 1772 et mort à Vias le 16 février 1856, est un magistrat, député et historien français.

## Biographie
Son père, Marc-Antoine-Dominique de Gaujal, baron de Tholet, est mousquetaire de la garde du roi. Il meurt jeune, en 1786. Mars-Antoine a 14 ans. Et il en a 17 ans lorsque débute la Révolution française. Il émigre et ne revient en France qu'en 1800. Il est nommé magistrat lorsque sont organisées les cours d'appel. Il est successivement conseiller-auditeur près la cour d'appel de Montpellier en 1808, président du tribunal et du collège électoral de Lodève en 1809, substitut du procureur-général près la cour impériale de Montpellier en 1811, procureur-impérial criminel du département de l'Aude. Cette dernière fonction l'amène à publier, en 1814, la Statistique criminelle du département de l'Aude pour l'année 1813.
En 1816, il est nommé président de chambre à la cour royale de Pau ; en 1821, premier président de la cour royale de Limoges, et 
en 1827, conseiller-d'état en service extraordinaire. Nommé conseiller à la Cour de cassation en 1829 il refuse dans un premier puis accepte en 1837.
Il est député de la Corrèze de 1830 à 1831, siégeant dans la majorité soutenant la monarchie de Juillet.
Il est membre de différentes sociétés savantes : correspondant de l'Institut et de la Société centrale d'agriculture, membre de l'Académie des inscriptions et belles-lettres, membre de la Société des lettres, sciences et arts de l'Aveyron, membre résident (1836) de la Société nationale des antiquaires de France, de celle des antiquaires du Nord séant à Copenhague, et de plusieurs autres Sociétés savantes en France et à l'étranger.
Il a aussi le grade de chef de bataillon.

### Ses écrits
Parmi ses écrits, le plus connu est Études historiques sur le Rouergue (1859).
- Tableau historique sur le Rouergue, suivi de Recherches sur des points d'histoire peu connus, 1819, Lacour-Ollé, 237 pages
- Essais historiques sur le Rouergue, tome I, Limoges 1823 (448 p.), tome II, Limoges 1825, (503 p.)
- Discours du 1er février 1830
- Mémoire sur les antiquités du Larzac, 1836
- Études historiques sur le Rouergue, tome I, (550 p.), II (619 p.) III (478 p.), Paris 1858, tome IV (590 p.) Paris, 1859

## Décorations
- Chevalier de Saint-Louis (brevet du 3 août 1814)[3]
- Officier de la Légion d'honneur[3]

## Titres
Dans le brevet du 3 août 1814 de chevalier de Saint-Louis il est qualifié baron de Tholet.
Baron à titre héréditaire (lettres patentes du 2 avril 1822).